# Olympische Sommerspiele 2000/Teilnehmer (Chile)
| Gelbes Symbol für Goldmedaillen mit stilisierten Olympischen Ringen | Graues Symbol für Silbermedaillen mit stilisierten Olympischen Ringen | Braundes Symbol für Bronzemedaillen mit stilisierten Olympischen Ringen |
| ------------------------------------------------------------------- | --------------------------------------------------------------------- | ----------------------------------------------------------------------- |
| —                                                                   | —                                                                     | 1                                                                       |

Chile nahm an den Olympischen Sommerspielen 2000 in der australischen Metropole Sydney mit einer Delegation von 50 Sportlern, 43 Männer und sieben Frauen, teil.

## Medaillengewinner

### Bronze
| Namen | Sportart | Wettkampf       |
| --- | -------- | --------------- |
| Cristian Álvarez, Francisco Arrue, Pablo Contreras, Sebastián González, Javier di Gregorio, David Henríquez, Manuel Ibarra, Claudio Maldonado, Reinaldo Navia, Rodrigo Núñez, Rafael Olarra, Patricio Ormazábal, David Pizarro, Pedro Reyes, Mauricio Rojas, Héctor Tapia, Nelson Tapia, Rodrigo Tello, Iván Zamorano | Fußball  | Herrenwettkampf |

## Teilnehmer nach Sportarten

### Bogenschießen
- Denisse van Lamoen
Frauen, Einzel: 52. Platz

### Fechten
- Cáterin Bravo
Frauen, Degen, Einzel: 36. Platz

### Fußball
- Herrenteam
Bronze
- Kader
Cristián Álvarez
Francisco Arrué
Pablo Contreras
Sebastián González
David Henríquez
Manuel Ibarra
Claudio Maldonado
Reinaldo Navia
Rodrigo Núñez
Rafael Olarra
Patricio Ormazábal
David Pizarro
Pedro Reyes
Héctor Tapia
Nelson Tapia
Rodrigo Tello
Iván Zamorano
Mauricio Rojas

### Judo
- Gabriel Lama
Mittelgewicht: in der 1. Runde ausgeschieden

### Leichtathletik
- Ricardo Roach
200 Meter: Vorläufe
4 × 100 Meter: Vorläufe
- Mauricio Díaz
10.000 Meter: Vorläufe
- Carlos Zbinden
400 Meter Hürden: Vorläufe
- Diego Valdés
4 × 100 Meter: Vorläufe
- Rodrigo Roach
4 × 100 Meter: Vorläufe
- Juan Pablo Faúndez
4 × 100 Meter: Vorläufe
- Érika Olivera
Frauen, Marathon: 42. Platz

### Radsport
- José Medina
Straßenrennen, Einzel: 82. Platz
- Luís Sepúlveda
Straßenrennen, Einzel: Rennen nicht beendet

### Reiten
- Carlos Milthaler
Springreiten, Einzel: Im Finale ausgeschieden
- Joaquín Larraín
Springreiten, Einzel: 67. Platz in der Qualifikation

### Rudern
- Félipe Leal
Einer: 17. Platz
- Jorge Morgenstern
Vierer ohne Steuermann: Viertelfinale
- Herbert Jans
Vierer ohne Steuermann: Viertelfinale
- Christián Yantani
Vierer ohne Steuermann: Viertelfinale
- Miguel Cerda Silva
Vierer ohne Steuermann: Viertelfinale
- Soraya Jadué
Frauen, Einer: 13. Platz

### Schießen
- Christián Muñoz
Luftpistole: 40. Platz
Freie Scheibenpistole: 36. Platz
- Marcelo Yarad
Skeet: 9. Platz

### Schwimmen
- Rodrigo Olivares
50 Meter Freistil: 55. Platz
100 Meter Freistil: 62. Platz
- Giancarlo Zolezzi
400 Meter Freistil: 40. Platz

### Taekwondo
- Félipe Soto
Welter: 7. Platz

### Tennis
- Nicolás Massú
Einzel: 17. Platz
Doppel: 17. Platz
- Marcelo Ríos
Einzel: 33. Platz
Doppel: 17. Platz

### Tischtennis
- Augusto Morales
Einzel: 49. Platz
Doppel: 25. Platz
- Jorge Gambra
Einzel: 49. Platz
Doppel: 25. Platz
- Berta Rodríguez
Frauen, Einzel: 49. Platz
- Sofija Tepes
Frauen, Einzel: 49. Platz
Frauen, Doppel: 25. Platz
- Silvia Morel
Frauen, Doppel: 25. Platz

### Triathlon
Männer
- Matías Brain – 1:53:44,90 h, 41. Platz
Schwimmen 18:28,09 min (48) / Rad 1:17:18,09 h (42) / Lauf 36:02,01 min (44)[1]